# Budynek dawnego Domu Wdów w Oleśnicy
Budynek dawnego Domu Wdów w Oleśnicy – zabytkowy budynek w Oleśnicy, powstały w 1683 roku z inicjatywy księcia Sylwiusza Fryderyka Wirtemberskiego, którego celem było stworzenie miejsca zamieszkania dla wdów po urzędnikach księstwa oleśnickiego. W latach 30. XX wieku najprawdopodobniej zatracił swoją pierwotną funkcję. Zniszczony w trakcie działań wojennych w 1945 roku, odbudowany w latach 60. Od 14 września 1965 roku na mocy Zarządzenia Nr 110 Ministra Kultury i Sztuki jest siedzibą Państwowej Szkoły Muzycznej I stopnia im. F. Chopina.

## Historia
Panujący w księstwie oleśnickim w latach 1668–1697 książę Sylwiusz Fryderyk podejmował działania na rzecz rozwoju przede wszystkim w sztuki oraz nauki. W związku z tym pojawił się także problem utrzymania wdów po nauczycielach i kaznodziejach, którzy pozostawali w trakcie swojej służby na pensji z książęcego skarbca. W celu zapewnienia utrzymania wdowom bez środków do życia, z inicjatywy Sylwiusza Fryderyka, w 1968 roku wybudowano dom wdów.
Był to jednopiętrowy budynek z dwuspadowym dachem. Zamieszkiwać go mogło osiem wdów, którym zapewniano jednocześnie opał.
W 1730 roku budynek uległ spaleniu, prawdopodobnie ze względu na pierwotną szachulcową konstrukcję. Nieznana jest data jego odbudowy, jednak budowla była uwieczniona na rycinie z 1750 roku. Inicjatorem odbudowy w stylu barokowym z mansardowym dachem był książę Karol Fryderyk. Od 1825 roku działanie Domu Wdów było finansowane nie ze skarbca księstwa, ale z budżetu miasta i datków kościelnych. W 1899 roku przed budynkiem umieszczono pomnik Ottona von Bismarcka. W 1910 roku budynek służył głównie wdowom po oleśnickich pastorach. Sześć lat później na piętrze wydzielono dodatkową przestrzeń mieszkalną, tzw. mansardę.
W latach 20. XX wieku dom był utrzymywany już przez parafię ewangelicką. W latach 30. dom stał się własnością miasta i wówczas przestał pełnić swoją dotychczasową rolę. Nie jest jednak znane, co się wówczas w nim mieściło.
W trakcie walk o Oleśnicę w styczniu 1945 roku budynek został spalony. W latach 1960–1962 lub 1960–1965 Polskie Pracownie Konserwacji Zabytków odbudowały go na podstawie projektu J. Dąbrowskiego, W. Mrożka i R. Stachury. Mury mansardy zostały rozebrane, odwzorowano portal wejściowy i obramienia okien . Wnętrza zostały wybudowane od nowa. W 1962 roku w budynku rozpoczęło działalność Państwowe Ognisko Muzyczne, a na mocy Zarządzenia Nr 110 Ministra Kultury i Sztuki z dnia 14 września 1965 r. jest siedzibą Państwowej Szkoły Muzycznej I stopnia im. F. Chopina.
W 2019 roku budynek przeszedł remont, otrzymując nowy wygląd elewacji.

## Galeria

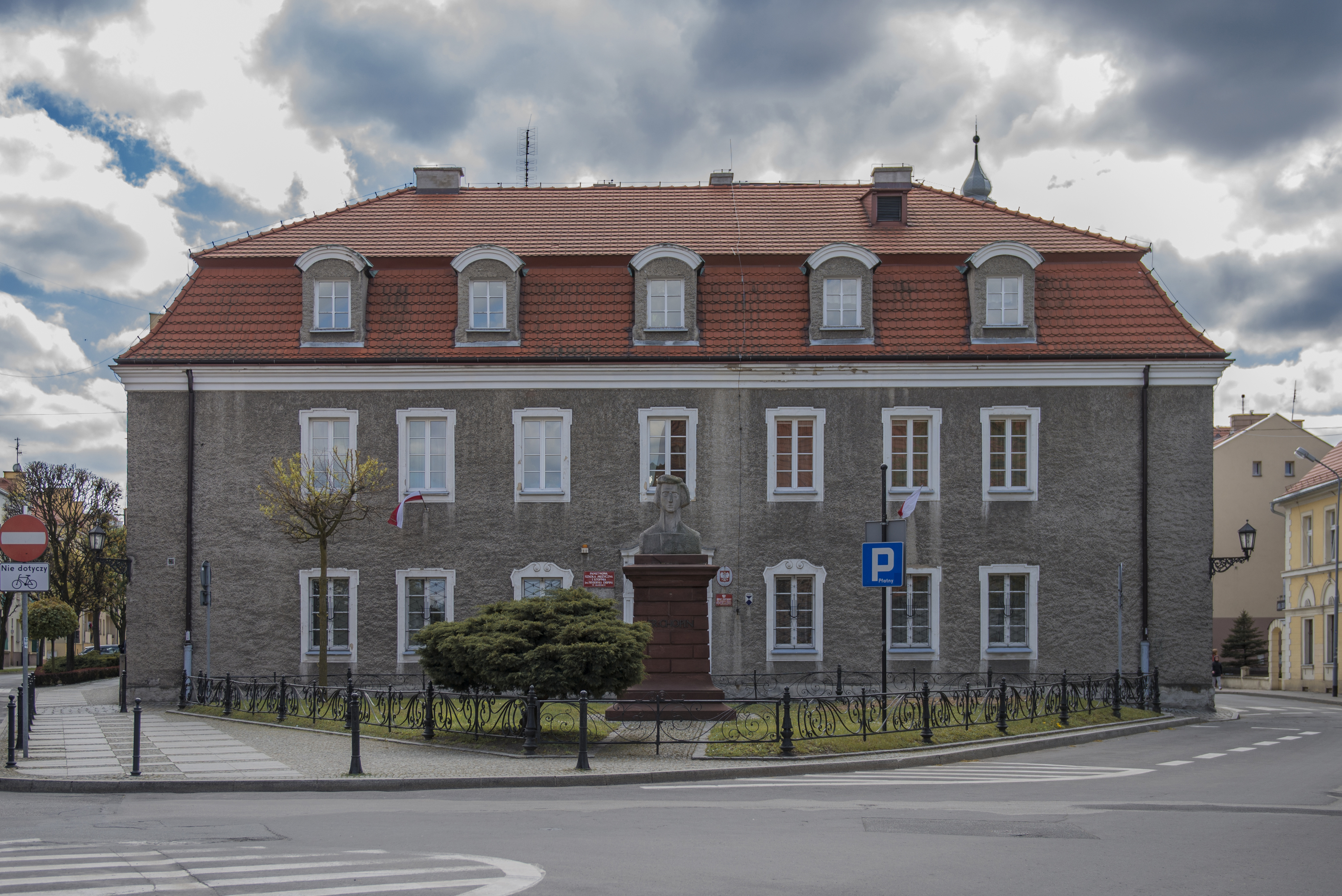
Front budynku przed renowacją
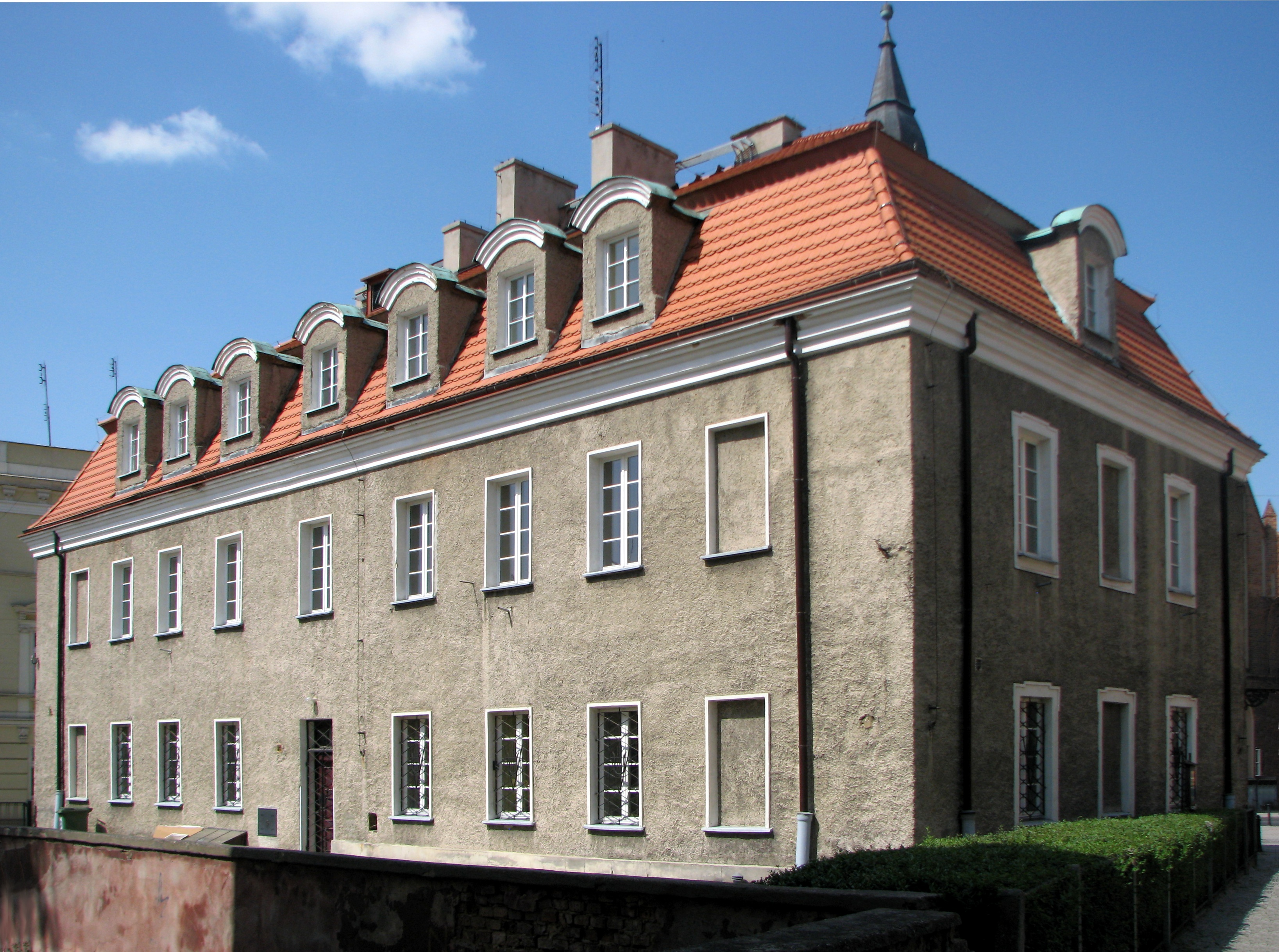
Tył budynku przed renowacją
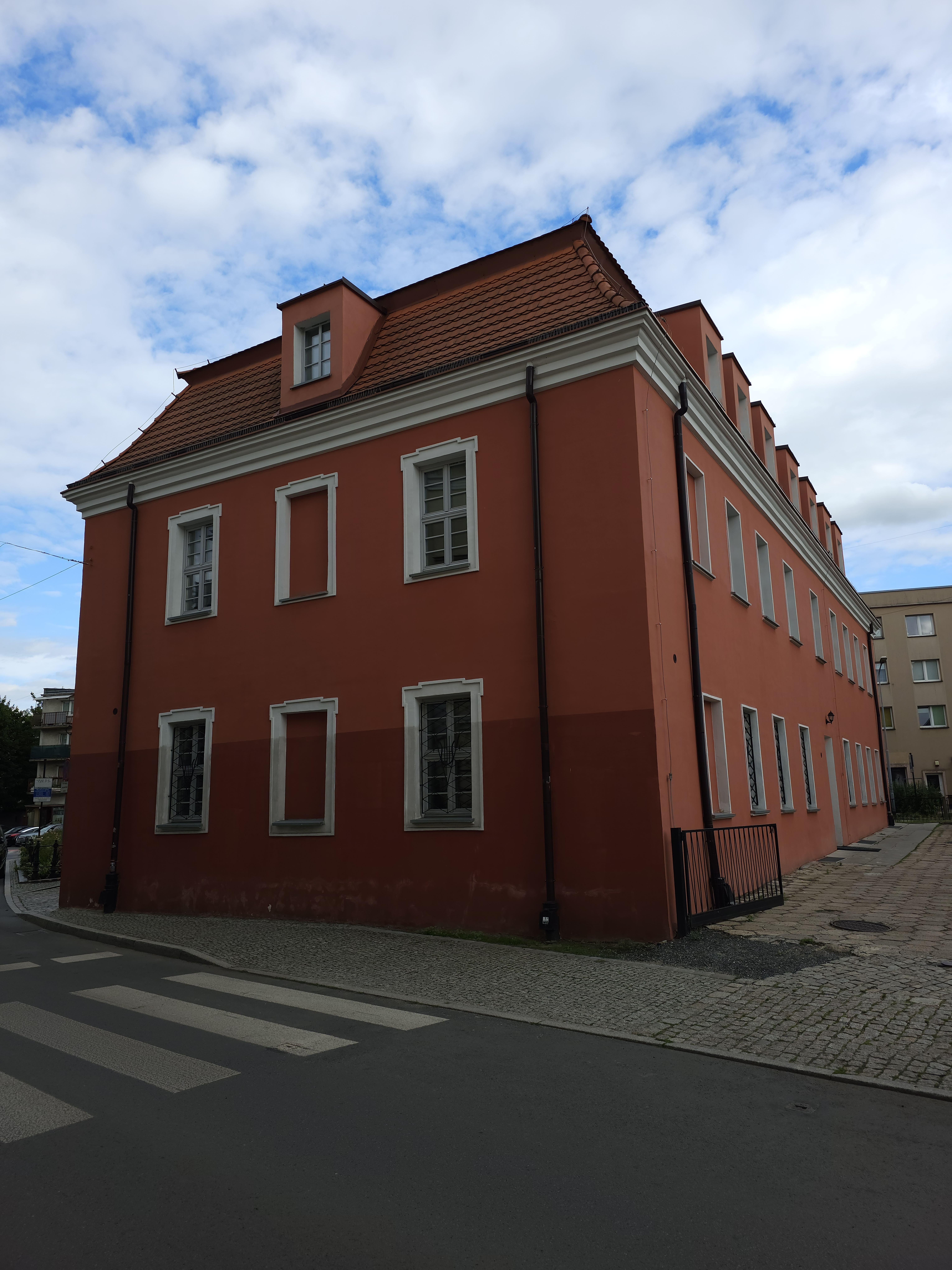
Bok budynku (2024)
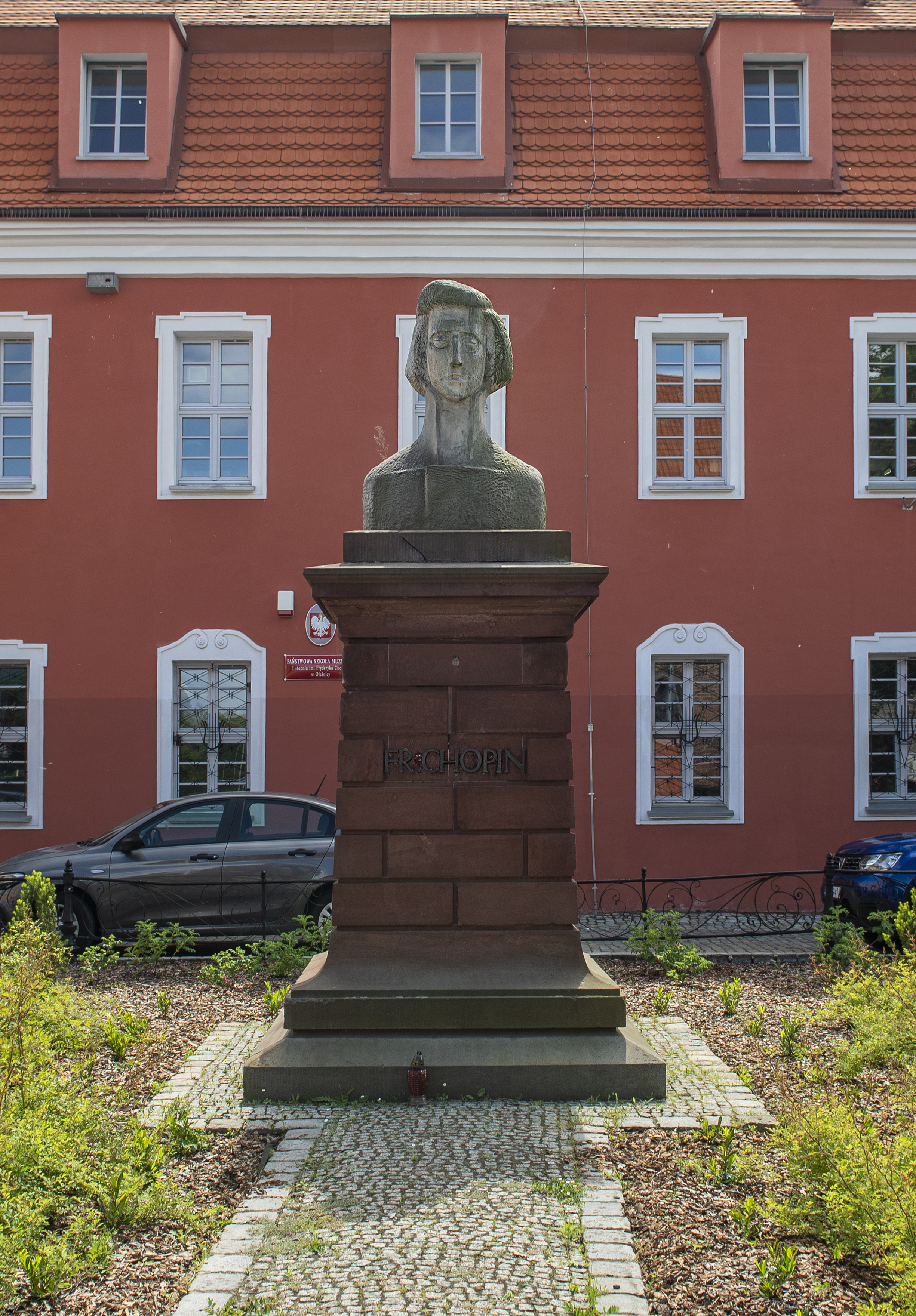
Pomnik Fryderyka Chopina przed budynkiem